# Волчий Яр (Изюмский район)
Волчий Яр (укр. Вовчий Яр), село в Изюмском районе Харьковской области Украины, входит в Яковенковский сельский совет.

## Географическое положение
Находится на реке Волчий Яр, недалеко от её впадения в реку Крайняя Балаклейка.

## История
Являлось селом Андреевской волости Змиевского уезда Харьковской губернии Российской империи.
Во время Великой Отечественной войны село находилось под немецкой оккупацией. 
Население по переписи 2001 г. составляло 80 (32/48 м/ж) человек.

## Экономика
В селе две молочно-товарные фермы.

## Известные люди
Нечепорчукова (Ноздрачёва) Матрёна Семёновна — родилась в с. Волчий Яр, полный кавалер Ордена Славы.